# Ilha Unimak
Unimak (Unimax na língua aleúte) é a maior ilha das ilhas Aleutas, no estado do Alasca, a 9.ª dos Estados Unidos e a 134.ª do mundo. É também a mais oriental das Aleutas, e tem uma área de 4069,9 km². Nela se situa o Monte Shishaldin, um dos dez vulcões mais ativos do mundo. Segundo o United States Census Bureau, no ano 2000 viviam 64 pessoas em Unimak, todos eles na cidade de False Pass, no extremo oriental da ilha.
Unimak tem um conjunto relativamente diverso de mamíferos terrestres, incluindo ursos-pardos e caribus. No oeste de Unimak, o maior mamífero nativo das Aleutas é a raposa-vermelha.
O Farol do Cabo Scotch foi construído em 1905 e era controlado pela Guarda Costeira dos Estados Unidos. Em 1 de abril de 1946, durante o sismo das Aleutas de 1946, o farol foi atingido por um tsunami. Apesar de estar 30 m sobre o mar, o farol caiu, matando cinco guardas costeiros.